# Entomologisk Forening
 Entomologisk Forening ou Société entomologique est une société savante fondée en 1868 par Gustav Henrik Andreas Budde-Lund (1846-1911), Rasmus William Traugott Schlick (1839-1916), Carl August Møller (1845-1912), Andreas Haas et Ivar Frederik Christian Ammitzbøll (1847-1934). R.W.T. Schlick sera son premier président, fonction qu’il conserve durant quarante ans.
Le but de cette société est la promotion de l’étude des insectes mais aussi des arachnides et des myriapodes. Elle organise régulièrement des conférences, des excursions et publie la revue en langue danoise Entomologiske Meddelelser.